# Oophagie
Die Oophagie (von griech. oion = „Ei“ und phagos = „Fresser“) bezeichnet eine Form der Ernährung durch Eier, wobei der Begriff in der Regel primär bei der Ernährung durch arteigene Eier genutzt wird.  Handelt es sich bei den Eiern um befruchtete Eier oder um spätere Entwicklungsstadien, wird die Ernährungsweise als Adelphophagie oder sogar als Kannibalismus bezeichnet.

## Formen der Oophagie

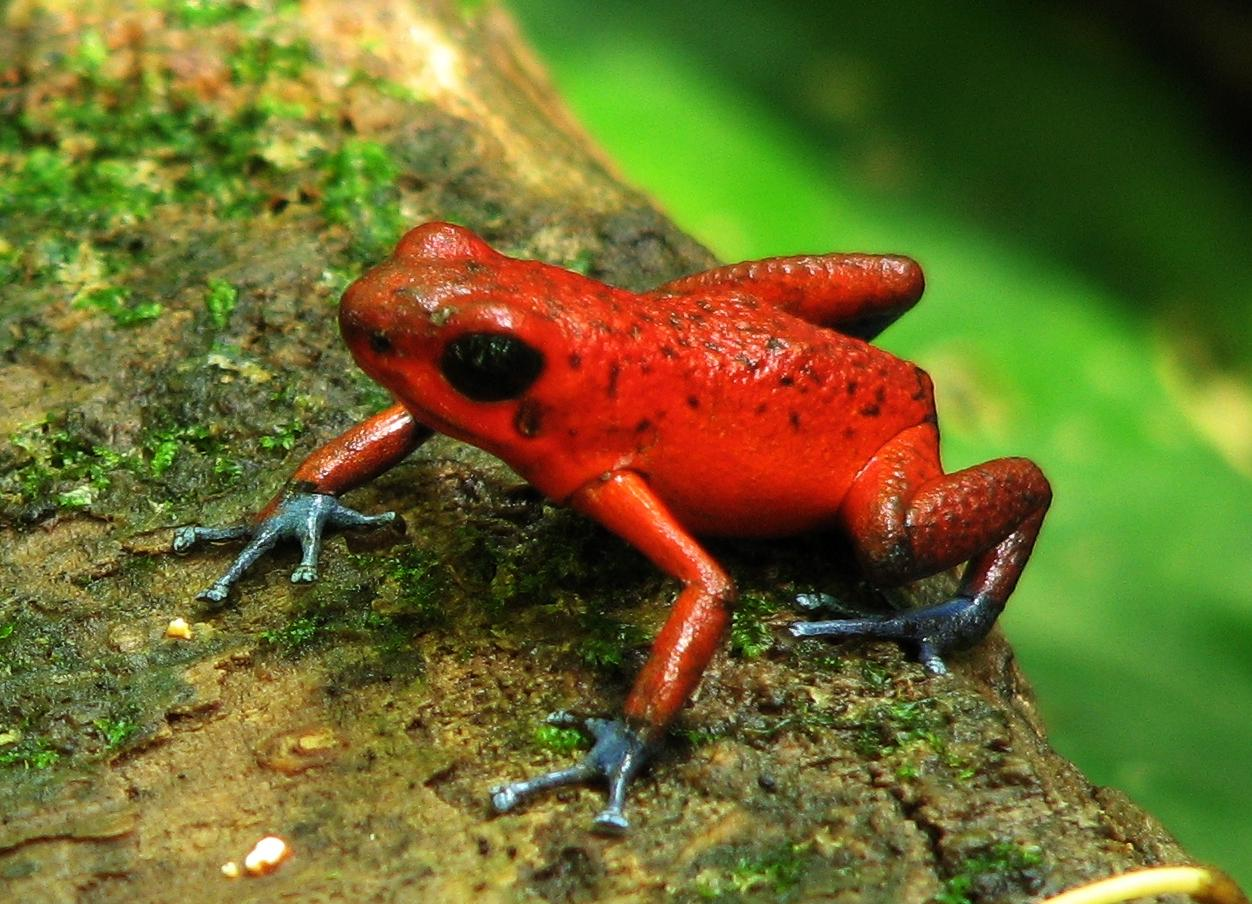
Das Erdbeerfröschchen Oophaga pumilio ernährt seinen Nachwuchs mit unbefruchteten Eiern

Bei vielen Arten wird der Nachwuchs von den Muttertieren über so genannte Nähreier ernährt. Dabei handelt es sich um solche Eier, die als primäre oder (selten) ausschließliche Nahrung für die Nachkommen gelegt werden. Bei dem Nachwuchs kann es zur Bildung von speziellen Freßstadien kommen, die für diese Ernährung anatomisch speziell ausgestattet sind. Ein Beispiel hierfür stellen die Pfeilgiftfrösche der Gattung Oophaga dar, deren in Bromelien lebende Kaulquappen durch Eier der Mutter ernährt werden.
Eine andere Art der Oophagie kommt u. a. bei semisozialen Bienen wie den vorderasiatischen Xylocopa-Arten vor, bei denen in den Kämpfen um soziale Vorherrschaft im Nest den anderen eierlegenden Weibchen solange die Eier weggefressen werden, bis sich eine eindeutige Dominanz eingestellt hat. Hierbei handelt es sich entsprechend um eine Form des Infantizid.
Es gibt jedoch auch Formen der Oophagie, die als evolutionäre Anpassung an Lebensräume bewertet werden, in denen eine biologisch invasive Art so versucht ihren eigenen Bestand zu kontrollieren. In Australien leben mittlerweile schätzungsweise rund 200 Millionen Aga-Kröten. Ihre Kaulquappen fressen nur dort sowohl den Laich der eigenen Art als auch kleinere Schlüpflinge (Adelphophagie), um den zuerst geschlüpften Kröten die bestmöglichen Überlebenschancen zu garantieren.

## Weitere Beispiele
- Ausgewachsene Marienkäfer fressen Eier der eigenen Art sowie nah verwandter Arten.[3]